# Kaltenbach (Malsburg-Marzell)

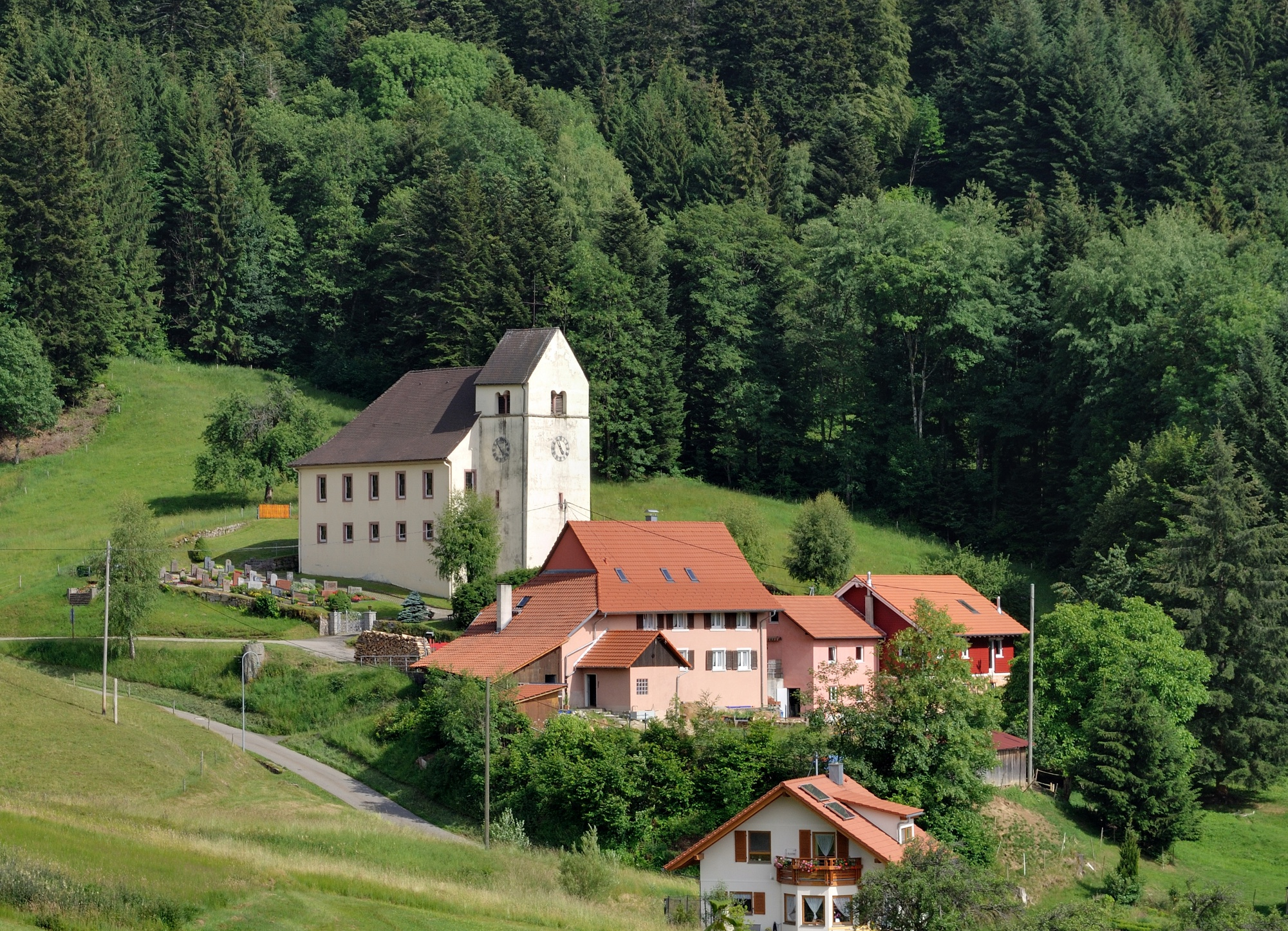
Kaltenbach mit der Evangelischen Kirche

Kaltenbach ist ein Wohnplatz auf 730 m ü. NN, der zur Gemeinde Malsburg-Marzell im Landkreis Lörrach gehört. Die Gemarkungsfläche umfasst 450 Hektar.

## Geschichte
Nach einer Kopialüberlieferung aus dem 15. Jahrhundert wurde der Ort erstmals 1103 als Caltenbach erwähnt. In diesem Jahr wurde die Evangelische Kirche (Kaltenbach) dem Heiligen Michael geweiht.
Die Dorfsiedlung umfasste neben einer Burg auch eine Eigenkirche und gehörte den Herren von Kaltenbach. Nördlich des Weilers Kaltenbach soll sich die Stammburg der Herren von Kaltenbach auf dem Waldebnetköpfle befunden haben. Die Herren von Kaltenbach übereigneten Mitte des 12. Jahrhunderts der sanktblasianische Propstei Bürgeln ihre Güter und Landbesitztümer. 1232 ging Kaltenbach an die Markgrafschaft Baden-Hachberg über, was 1503 an die Herrschaft der Markgrafschaft Baden fiel. Nach der Reformation wurde die Kirche in Kaltenbach Filiale von Vogelbach. Dem aus dem 11. Jahrhundert stammende Turm wurde 1787 ein neues Kirchenschiff erbaut.
Der Ort gehörte zunächst zur Vogelbacher Vogtei und kam 1823 zur Gesamtgemeinde Malsburg und seit dem 1. Januar 1974 gehört es auf der Grundlage der Gebietsreform in Baden-Württemberg zur Doppelgemeinde Malsburg-Marzell.

## Lage

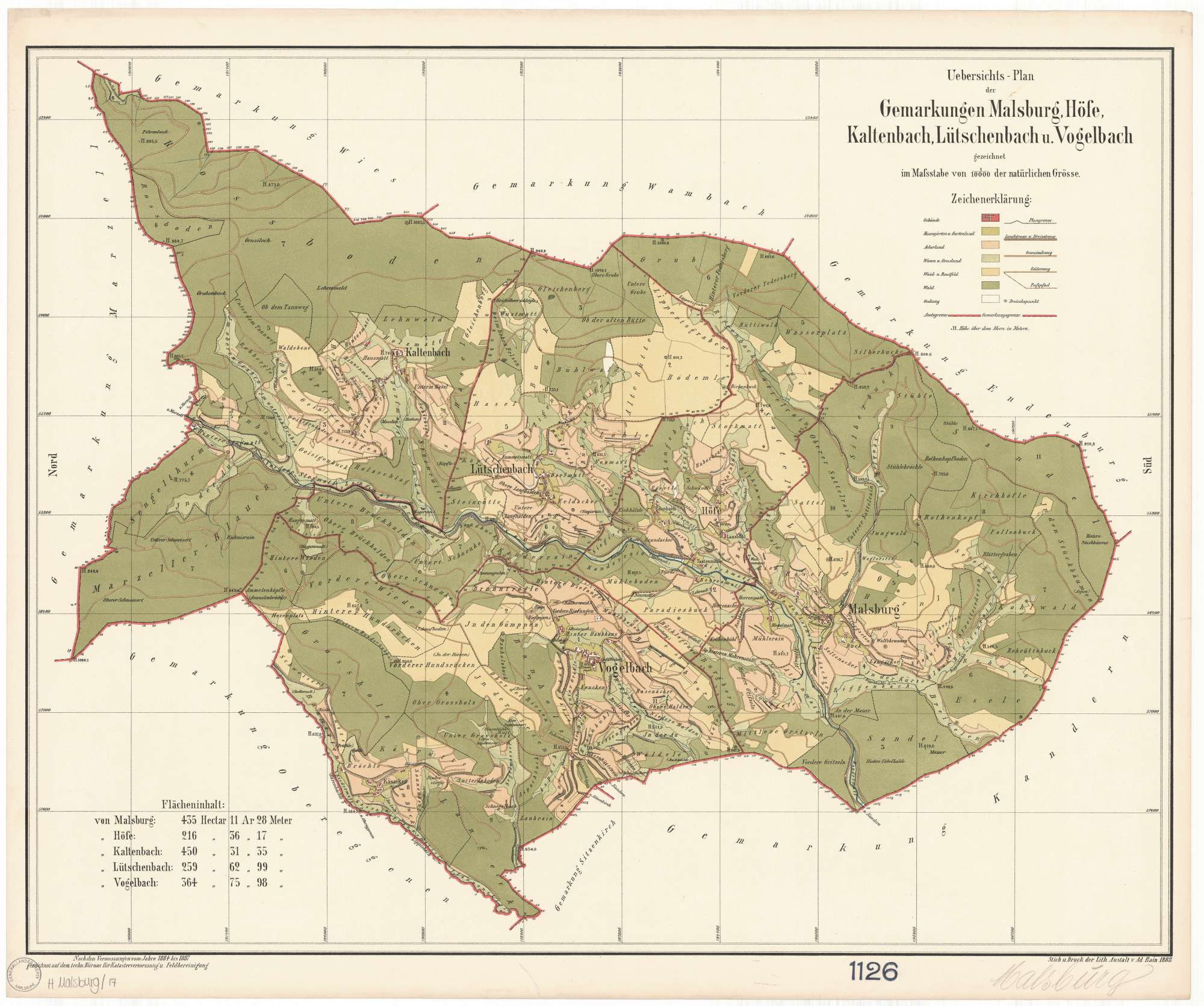
Geostete Karte von Kaltenbach mit Malsburg, Höfe, Vogelbach und Lütschenbach (1888)

Kaltenbach liegt im östlichen Hang des Kandertals und ist südlich von Malsburg über eine 3,1 Kilometer lange Autostraße über den Weiler Lütschenbach erreichbar. Von Norden her ist Kaltenbach von Marzell über eine 2,6 Kilometer lange Straße aus zu erreichen. Damit bildet die Straßenverbindung des abseitig gelegenen Kaltenbachs einen Gebirgsübergang.
Das Kaltenbacher Bächle, ist ein etwa 1,5 Kilometer langer Bach mit einem Einzugsgebiet von und rund 1,4 Quadratkilometern. Sein Ursprung liegt auf 835 m ü. NN am Westabfall des Hohwildsbergs und mündet in die Kander.

## Kultur, Sehenswürdigkeiten, Einrichtungen
In Kaltenbach steht die Evangelische Kirche (Kaltenbach), die ihre Ursprünge im ausgehenden 11. bzw. dem beginnenden 12. Jahrhundert hat. Die Kirche steht an einem Hang am Friedhof am Ostrand des Besiedlungsgebietes.
Mit dem Berghaus Johannes hat der Weiler eine heilpädagogische Einrichtung für Kinder und Jugendliche mit geistiger Behinderung die in der Tradition der heilpädagogischen Waldorfschulen steht. Die Weide- und Biotoppflegegemeinschaft Kaltenbach GbR kümmert sich um die Offenhaltung der Bergweiden.